# Stade municipal José Bento Pessoa
Le stade municipal José Bento Pessoa est un stade de Figueira da Foz au Portugal.
Le stade a été inauguré en 1953 et a une capacité de 9 000 places.